# Bolazec
Bolazec település Franciaországban, Finistère megyében. Lakosainak száma 172 fő (2022. január 1.). Bolazec Carnoët, Lohuec, Plougras, Plourac’h, Botsorhel és Scrignac községekkel határos.

## Népesség
A település népességének változása:
| Lakosok száma | 479  | 297  | 243  | 210  | 192  | 204  | 205  | 188  | 179  | 172  |
|               | 1968 | 1982 | 1990 | 2006 | 2013 | 2015 | 2017 | 2019 | 2020 | 2022 |